# Erickson Educational Foundation
L'Erickson Educational Foundation est une organisation philanthropique à but non lucratif financée par Reed Erickson et se concentrant essentiellement sur les droits des personnes transgenres. Fondée en 1964, elle est dissoute en 1975 et une tentative de la recréer en 1983 échoue l'année suivante.

## Historique
En 1964, Reed Erickson fonde l'Erickson Educational Foundation (EEF), une organisation philanthropique à but non lucratif qu'il finance seul. Elle inclut deux autres fondations, une spécifiquement pour financer le travail de Harry Benjamin et l'autre, l'Institute for the Study of Human Resources, pour soutenir le travail de ONE Incorporated.
Le principal centre d'intérêt de l'EEF est la transidentité, bien que la fondation se penche aussi sur les thèmes de l'homosexualité et de la spiritualité New Age. Erickson nomme Zelda Suplee comme dirigeante de la fondation, bien qu'il en contrôle la direction stratégique, et qualifie souvent les fonds de fonds d'investissement pour l'humanité.
L'association est dissoute en 1975. Une tentative d'Erickson de la relancer en 1983 échoue en 1984.

## Activités

### Réseau de soutien pour les personnes trans
L'EEF publie des brochures éducatives pour les personnes trans et leurs familles, entre autres sur comment faire son changement de prénom à l'état-civil et où trouver des médecins pour une chirurgie de réattribution sexuelle. Elle sensibilise les professionnels médicaux, le clergé, le personnel d'application des lois, et les universitaires aux questions de transidentité. Sa lettre d'information est totalement gratuite, avec parfois un appel aux dons.
La fondation a plusieurs bureaux. Ses deux espaces ouverts au public sont à Baton Rouge et à New York, et les gens peuvent y accéder à des services accompagnement gratuitement. Reed Erickson lui-même propose des conseils par correspondance. La fondation a également des bureaux privés à Ojai, Los Angeles, Phoenix, Mazatlan et Panama City. Elle s'étend mondialement grâce à des partenariats, notamment avec Rupert Raj, le fondateur de la fondation Metamorphosis au Canada.
À San Francisco et New York, la fondation tient un registre de groupes de soutien locaux et les met en avant dans sa lettre d'information, tandis qu'elle publie les noms des nouvelles associations à but non lucratif de Los Angeles pour les personnes transgenres ou travesties. En 1976, elle indique à ses lecteurs qu'ils peuvent la contacter pour accéder à une liste de groupes de soutien et de socialisation et à des ressources, lettres d'informations et périodiques sur les sujets « travestis-transsexuels ».
La fondation tient aussi une liste des professionnels de santé trans-friendly au niveau national, se basant sur un système de recommandations au sein du réseau. La liste inclut des médecins généralistes ou spécialisés, des conseillers psychologues et tout autre professionnel de santé acceptant de travailler avec des personnes transgenres. Elle demande régulièrement au lectorat de sa lettre d'information de partager des recommandations. En 1971, la liste inclut 250 noms aux États-Unis ; une autre liste, moins complète, se concentre sur les avocats et membres du clergé.
La fondation fournit un soutien aux personnes trans faisant face à des structures qui ignorent leurs spécificités, par exemple en intervenant en 1973 auprès du département des naturalisations pour expliquer le genre d'une personne candidate.

### Sensibilisation
Dans les années 1960 et 1970, les personnes trans n'ont le plus souvent pas de réseau de soutien et font face à des personnes et institutions qui n'ont jamais entendu parler de la transidentité. L'Erickson Educational Foundation travaille donc à la sensibilisation du grand public. Fidèle à son approche par partenariats, l'EEF met aussi en avant les efforts de sensibilisation d'autres organisations aux États-Unis.

#### Institutions publiques
L'EEF cherche à régulièrement être invitée dans des universités et organisations professionnelles. Les présentations sont gratuites, parfois faites sur demande de ces groupes, et cherchent à éduquer des groupes professionnels qui ont besoin de sensibilisation : les étudiants en médecine, avocats, policiers, travailleurs sociaux et le clergé en particulier. En 1971, Zelda Suplee participe à la première conférence nationale sur la religion et l'homosexuel (en). L'association joue régulièrement le documentaire I'm Something Else, qu'elle a commandé, à ce genre d'événements.
Zelda Suplee fait l'immense majorité des présentations, étant le visage public de la fondation. En avril 1974, elle participe à huit conférences dans l'Est des États-Unis. Elle est souvent accompagnée de bénévoles transgenres, que Wendy McKenna identifie comme charismatiques, belles et avec un passing irréprochable, de sorte qu'il est « impossible de les voir comme d'un autre genre que celui par lequel elles se présentent ».

#### Publication de ressources
La fondation publie une lettre d'information régulière ainsi que des pamphlets sur différents sujets, comme la compréhension des aspects juridiques de la transidentité ou des opérations pouvant être faites dans le cadre d'une transition de genre. Ces pamphlets font 15 à 30 pages en moyenne. À cette époque, ces pamphlets sont souvent la seule source d'information qui existe pour les professionnels de la médecine. Après la dissolution de la fondation, les pamphlets continuent à être imprimés par d'autres associations, Janus Information Services et J2CP, puis archivés sur Internet. Elle crée également des cartes d'identité pour les personnes trans, des papiers similaires à des papiers d'identité en plus de la mention que la personne vit une expérience de vie réelle et prend des hormones sexuelles dans le cadre de sa préparation à la chirurgie de réassignation sexuelle.
L'EEF publie également deux livrets en partenariat avec son conseil juridique formé en 1970. Le premier document, publié en 1971, traite des procédures administratives incluant l'accès à l'emploi et à l'éducation, le changement d'état civil et que faire en cas d'arrestation. Le second livret, publié en 1974, s'adresse directement aux policiers pour répondre aux questions fréquentes au cours des interventions de l'EEF auprès des départements de police.

#### Couverture médiatique
La stratégie de dons d'Erickson suit la tendance des associations homosexuelles de l'époque, qui consiste à fournir un soutien direct aux personnes appartenant à une minorité marginalisée tout en appuyant la politique de la respectabilité pour faire avancer le débat public : elle ne présente donc pour les interventions publiques que des personnes trans ayant complété une transition médicale et avec un passing parfait.
La fondation finance des reportages dans des journaux grand public comme Good Housekeeping, qui publie « Ma fille a changé de sexe » en partenariat avec l'EEF en 1973, et LOOK, qui publie « Les transsexuels : hommes ou femmes ? » en janvier 1970, pour une couverture moins sensationnelle et négative que jusqu'alors. Ce second article est le premier article en dehors de l'affaire Christine Jorgensen à vraiment faire connaître la transidentité au grand public. Zelda Suplee et les bénévoles acceptent toutes les demandes d'interview à la télévision et à la radio.
Plusieurs films sont produits avec un financement de l'EEF. En 1971 sort un documentaire de 28 minutes, I am not this body, qui est une discussion entre l'actrice Pamela Lincoln, Zelda Suplee, le médecin généraliste pro-trans Leo Wollman et deux femmes trans, l'une ayant complété une transition médicale et l'autre non. Dans l'entretien, Lincoln ne connaît rien à la transidentité et s'instruit en posant des questions à ses interlocuteurs. Le film est montré dans les services de psychologie et de médecine de plusieurs universités, ainsi qu'au festival annuel du film de l'association d'art et culture de Brooklyn en octobre 1971.
En 1973, l'EEF présente le film I'm Something Else, produit par Deborah Pecker pour CTV Television Network, dans lequel des médecins américains et canadiens, un professionnel de l'épilation par électrolyse et trois femmes transgenres sont interrogés.
En 1980, l'EEF fournit une bourse de 35 000 dollars à Richard Sabatino, chercheur à l'université du Rhode Island, pour une étude sur les activités de la fondation dans les médias et leur impact économique et social.

### Recherche médicale et services sociaux

#### Recherche
Erickson met en place des bourses pour des personnes et institutions intéressées par la recherche sur la transidentité et la réattribution sexuelle, ainsi que pour l'organisation de colloques sur le sujet. De 1964 à 1975, l'EEF fait don de plus 250 000 dollars pour des projets en lien avec l'accompagnement médical de la transidentité. La Fondation Harry Benjamin reçoit plus de 60 000 dollars au cours des années 1964 à 1968 et la Johns Hopkins Gender Identity Clinic reçoit environ 72 000 dollars de 1967 à 1973, soit l'intégralité de son financement initial.
Par ce biais, la fondation finance la création de départements de médecine de la transidentité à plusieurs universités, dont Johns-Hopkins, Stanford, l'université du Minnesota, l'université de Californie à Los Angeles et l'université du Texas à Galveston Island. De 1970 à 1972, l'EEF indique que les départements sur l'identité de genre sont passés de 6 à 12 universités sur la période. D'autres bourses sont offertes pour des projets non médicaux : l'historien de la sexualité Vern Bullough, la criminologue Marie Mehl et le sociologue Harold Christenson voient leurs projets financés, ainsi qu'un projet de l'Union américaine pour les libertés civiles. L'essentiel des spécialistes de la médecine de la transidentité des années 1980 et 1990 reçoit des bourses de l'EEF : la liste inclut Harry Benjamin, John Money, Richard Green, Milton Diamond, Roger Gorski, Don Laub, Ira Pauly, Anke Erhardt ou encore June Reinisch.
Le fonds permet à Harry Benjamin de publier Le Phénomène transsexuel en 1966, puis d'organiser les trois premiers symposiums de l'association professionnelle mondiale pour la santé des personnes transgenres en 1969, 1971 et 1973. À l'époque, de nombreux chirurgiens estiment que les opérations liées à la transidentité ne sont pas éthiques parce qu'elles ne résultent pas d'un véritable diagnostic : le travail de Benjamin cherche donc à ajouter un diagnostic valide pour encourager les médecins à faire leur travail sans cet obstacle. En 1975, au quatrième symposium, la dissolution de l'EEF est annoncée et l'événement est dès lors pris en charge par l'association professionnelle mondiale pour la santé des personnes transgenres, alors appelée Harry Benjamin International Gender Dysphoria Association.
De la même façon que l'EEF n'envoie que des personnes au bon passing pour représenter les personnes transgenres auprès du grand public, les cliniques de changement de sexe sont encouragées à ne soigner que les personnes trans les plus socialement respectables et légitimes afin d'éviter tout scandale qui les mettrait en difficulté.

#### National Transsexual Counseling Unit
Harry Benjamin parle à Erickson des actualités des personnes transgenres à San Francisco. Après deux ans, Erickson fonde la National Transsexual Counseling Unit. L'EEF en couvre le loyer ainsi que le salaire de deux conseillers à plein temps, dont les missions incluent la sensibilisation des populations concernées et un accompagnement sans rendez-vous ainsi qu'une correspondance avec des personnes en questionnement partout dans le monde. La NTCU renvoie certaines personnes vers le Center for Special Problems.
Le policier Elliott Blackstone gère les bureaux de la NTCU, dans le cadre d'un accord entre la police et l'association et d'un programme de police de proximité. N'étant pas rémunéré par l'EEF, il reçoit cependant des bourses de l'association pour se rendre à des événements liés aux carrières policières et à la justice criminelle pour y critiquer le traitement des personnes transgenres par la police. Il accompagne également les personnes qui ont des problèmes avec la justice ou avec leur employeur au sein de la NTCU, en plus d'organiser une formation aux questions d'homosexualité et de transidentité pour toutes les nouvelles promotions de policiers de la ville. À la fin des années 1960, San Francisco est reconnue comme le point névralgique du mouvement pour les droits des personnes transgenres aux États-Unis.

### Mouvement New Age
Dans les années 1970, Erickson, estimant que le mouvement pour les droits des personnes trans avance sur la bonne voie, décide de diversifier ses investissements pour soutenir des causes plus larges qui l'intéressent personnellement. L'EEF annonce donc en 1974 que la fondation continuera ses activités d'éducation mais cesse la publication de sa lettre d'information, de ses registres et de ses pamphlets éducatifs. Reed Erickson explique avoir toujours voulu financer les débuts de ce travail avant de passer à autre chose, et trouver que le sujet est devenu suffisamment connu pour que la recherche se finance différemment. Ses problèmes de santé l'empêchent de plus de bien diriger la fondation, et il connaît des premières difficultés financières, le forçant à limiter ses investissements.
Les subventions de l'EEF prennent en charge des travaux du mouvement New Age : l'acupuncture, l'homéopathie, la recherche sur le rêve, les états de conscience altérés sans prise de drogue, les études sur la communication entre les dauphins et les humains reçoivent toutes des financements de la fondation. L'EEF paie pour la publication de la première édition du manuel Un Cours en miracles,.

## Dissolution
L'EEF est dissoute le 28 février 1977. Son travail n'est cependant pas perdu : la plupart de ses programmes sont transférés au sein de la toute nouvelle association Janus Information Services, dirigée par l'ancien boursier de l'EEF et directeur de la clinique du genre de Galveston, Paul Walker, qui embauche au passage Zelda Zupplee. En 1980, il emprunte 30 000 dollars à Erickson pour déménager à San Francisco et y continuer ses activités. À ce moment, Erickson ne s'intéresse plus du tout à la recherche sur la transidentité, mais offre un deuxième prêt de 15 000 dollars à Walker pour l'aider à continuer ses activités.
Erickson continue aussi à attribuer quelques bourses de montant élevé, dont 20 000 dollars pour le département de psychologique de l'université du Nevada, 3 300 dollars pour le programme Dysphorie de genre de Palo Alto, auparavant nommé Stanford Clinic, 1 600 dollars à la clinique de Johns Hopkins et 32 000 dollars au chirurgien brésilien Robert Farino pour la traduction de sa monographie sur la transsexualité en anglais.
En 1983, l'EEF publie une lettre de nouvelles dans laquelle elle présente ses « nouveautés », sans mentionner sa fermeture presque dix ans plus tôt. Elle laisse entendre que l'EEF n'était qu'en pause, et est rédigée par Suplee et Erickson. La lettre mentionne les investissements d'Erickson dans les travaux sur la communication entre humains et dauphins ; aucune autre lettre n'est publiée et l'EEF retombe dans son inactivité.
En 1986, Janus ferme à son tour, remplacée par J2CP Services, une association dirigée par les deux femmes trans Mary Elizabeth et Jude Patton. Elles continuent à mettre à jour et à réimprimer les pamphlets de l'EEF, sans avoir les moyens d'en créer de nouveaux ou de continuer les autres activités des fondations précédentes.
Paul Walker meurt en 1991.

### Citations en anglais
1. ↑  they must have hand picked the people who got to speak at these colleges . . . every single one was attractive, credible, articulate and somebody who was able to get the students to sympathize with them, with their story. They were people it was impossible to see as any other gender than they presented themselves.